# 아드리앵 프루스트
아드리앵 아실 프루스트(Adrien Achille Proust, 1834년 3월 18일~1903년 11월 26일)는 프랑스의 의사로 파리 대학교 의학부 위생학 교수였다.
아드리앵 프루스트는 잃어버린 시간을 찾아서의 작가 마르셀 프루스트의 아버지이기도 하다.

## 가족
아드리앵 프루스트는 루이발랑탱 프루스트(1801-1855)의 아들이자 르네 프루스트(1771-1829)의 손자이다. 아드리앵 프루스트의 아버지와 할아버지 모두 일리에의 향신료 판매상이었다. 어머니 비르지니 토르쇠(1808-1889)는 세르네의 농민 가정에서 태어나 일리에에서 사망했다.
1870년 9월 3일 파리에서 아드리앵 프루스트는 알자스 출신의 유대인 주식 중개인 나테 베유(1814-1896)의 딸인 잔 베유(1849-1905)와 결혼한다. 부부는 마르셀과 로베르 두 아이를 가진다.

## 경력
아드리앵 프루스트는 1862년 12월 29일 “특발성 기흉”에 관한 논문으로 학위 심사에 통과한다. 1866년 3월 14일 그는 <뇌연화증의 형태 차이에 관하여>라는 제목의 논문으로 교수 자격 시험에 합격한다.

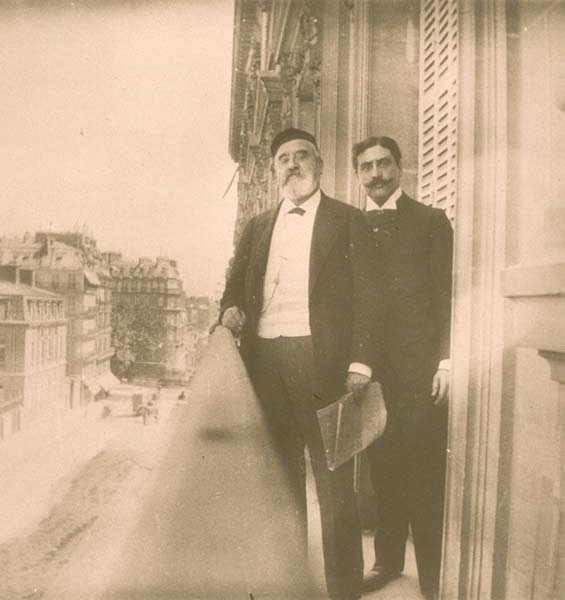
아드리앵과 로베르 프루스트, 1900년경.

아드리앵 프루스트는 오텔디외 드 파리의 의사국장으로 근무하며 1885년부터 1898년까지 파리 대학 의학부의 위생학 교수로, 1874년부터 1903년까지 국제 위생국 감찰장관을 역임했으며, 의학계에서 위생학의 여러 측면들을 발전시켰다. 그는 파리 마송 출판사의 <치료 위생 총서>를 편집하기도 했다. 또한 그는 1860년부터 파리 해부 협회의 회원이 되기도 하였다.
아드리앵 프루스트는 1879년 6월 17일 국립 의학 아카데미의 회원으로 선출되었으며, 1883년부터 1888년까지 아카데미 사무 총장직에 역임하였다. 그는 1892년 레지옹 도뇌르 기사장을 수여받았다. 아드리앵 프루스트는 페르 라셰즈 묘지에 묻혔다.